# Notodiaptomus echinatus
Notodiaptomus echinatus is een eenoogkreeftjessoort uit de familie van de Diaptomidae. De wetenschappelijke naam van de soort is voor het eerst geldig gepubliceerd in 1934 door Lowndes.